# Crocidura musseri
Crocidura musseri — це вид землерийок родини Soricidae, що походить з Індонезії. Він зустрічається в мохових гірських лісах на Гунунг Рорекатімбо. Ймовірно, він зустрічається в подібному середовищі існування більш широко, але його не було знайдено на нижчих висотах поблизу, від 1000 до 1500 м над рівнем моря, тому він може бути обмежений вищими висотами.